# ひとみのカルテ
『ひとみのカルテ』は、梅谷ケンヂによる日本の成人向け漫画。双葉社の『アクションピザッツ』2003年8月2日号から2006年12月20日号に連載された。

## 主なストーリー
亡くなった両親の跡を継ぎ町の病院を守る若き美人女医・香坂瞳は、どんな患者にも全力を尽くす医者のカガミであり、同時にスレンダー爆乳のセクシー美女である。
あるときは生来の人の良さにより、あるときは治療などやむを得ぬ理由により、来る男性は拒まずで、エッチも大々的に引き受け、患者たちとセックスしていくストーリー。

## 登場人物
香坂瞳
本作の主人公。亡き父の跡を継ぎ香坂医院を守る。清楚で優しい性格だが職場でブラジャーを忘れるなど抜けているところがあり、スカートをはき忘れたまま仕事をしようとしたこともあった。巨乳で香奈子からも「知り合いの中で一番大きい」と言われている。姉のルイに言わせると「瞳は”NOと言えない日本人”の典型」であり現にこの性格がエピソードで騒動を起こしていることも少なくない。風俗嬢たちの検査も行うほど他人に対し偏見なく接している。代理を頼まれて、風俗嬢としても働いたことがある。海岸でタコとセックスしたこともある。最終回で内之倉聡と結婚。
内之倉聡
研修医。最終回で瞳と結婚。
香坂ルイ
瞳の姉で人妻。瞳と同じくスレンダーな爆乳美女だが、性格は瞳と逆で大胆で性に対しておおらかで、無類のセックス好きである。瞳と海水浴に行った際は露出度が高すぎる水着を瞳と共に着て、男性海水浴客の視線を釘付けにし、瞳と3Pをした。悪徳医者が香坂医院の看護師の弱みを握り、瞳とのセックスで帳消しにしようとした際は、瞳に代わりセックスし、逆に悪徳医者を追い詰めるなど、厚い人情を持っている。原理は不明だが完全に幼女の姿になる能力があり、これにより先述の悪徳医者の撃退に一役買った。
長瀬歩
瞳を一方的に敵視する女医。性格は陰険で歪んでおり、犯罪行為も躊躇なく行うなど本性は極悪。シリーズ終盤で瞳をピンチに陥れる。
香坂愛
ルイと瞳の妹。美形な顔立ちで知らない人が見れば男性と誤解されることもある。姉たち同様、巨乳だが昔は成長期が過ぎても貧乳だった。
民江
香坂医院のベテランナース。瞳の家族のこともよく知っているほどの古株。瞳に期待していることもあり厳しく接しているが丁寧な言い方をするなど優しい性格をしている。
香奈子
香坂病院のナース。右目の泣きボクロが特徴。自分の胸は小さいという自覚はある。3Pをしようとするなど性には奔放。
誠司
香奈子の旦那。母親を亡くしており、それ以来、勃起不全に悩まされてしまう。子供のころは甘えん坊で小6まで母親のオッパイを吸ってい担当者。
岩瀬
あまりにも巨大な一物をもち、このことから性病にかかって検査されても女性たちに驚かれてちりょうどころではなくなっているのが悩み。